# 車寧
車寧（1423年—？），字子靜，福建福州府閩縣人，匠籍。明朝政治人物。同進士出身。

## 生平
正統十二年（1447年），車寧舉丁卯科福建鄉試中舉。正统十三年（1448年）聯捷戊辰科進士，歴官戶部、工部主事，陞南京吏部郎中，出為湖廣按察司參議，陞廣東佈政使司參政，鎮撫保靖、宣慰土司有功。遷廣西左布政使。。

## 家族
曾祖車汝濟。祖父車顯。父車得。